# جوزپه د لوکا (بازیکن فوتبال)
جوزپه د لوکا (انگلیسی: Giuseppe De Luca؛ زادهٔ ۱۱ اکتبر ۱۹۹۱) بازیکن فوتبال اهل ایتالیا است.
از باشگاه‌هایی که در آن بازی کرده‌است می‌توان به باشگاه فوتبال باری، باشگاه فوتبال آتالانتا، و باشگاه فوتبال وارزه اشاره کرد.
وی همچنین در تیم‌های ملی فوتبال زیر ۲۰ سال ایتالیا، Italy under-21 Serie B representative team، و زیر ۲۱ سال ایتالیا بازی کرده‌است.